# Großgarage Süd

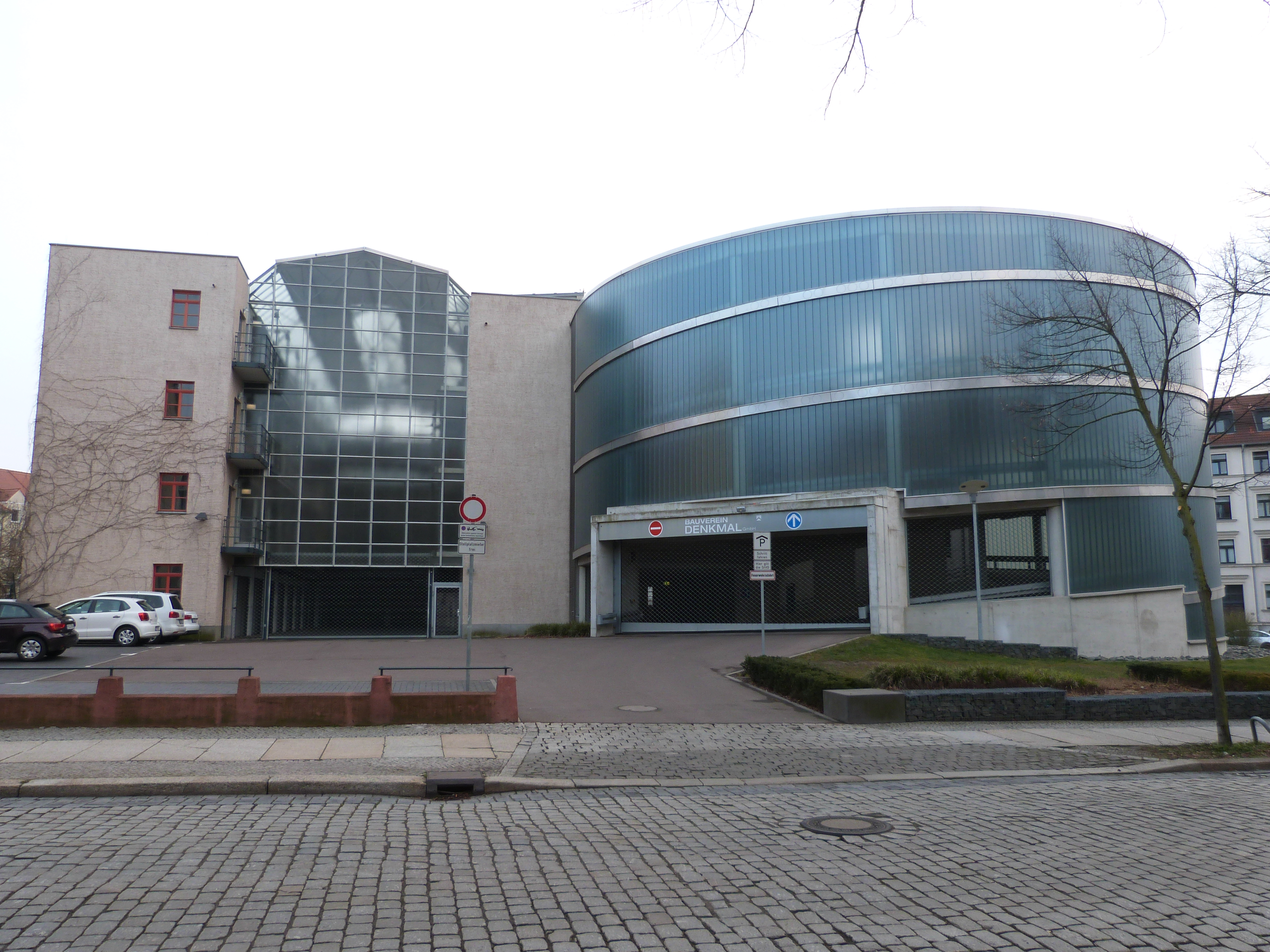
Großgarage Süd nach der Sanierung. Links der alte Teil, rechts die neu angebaute Spiralzufahrt.

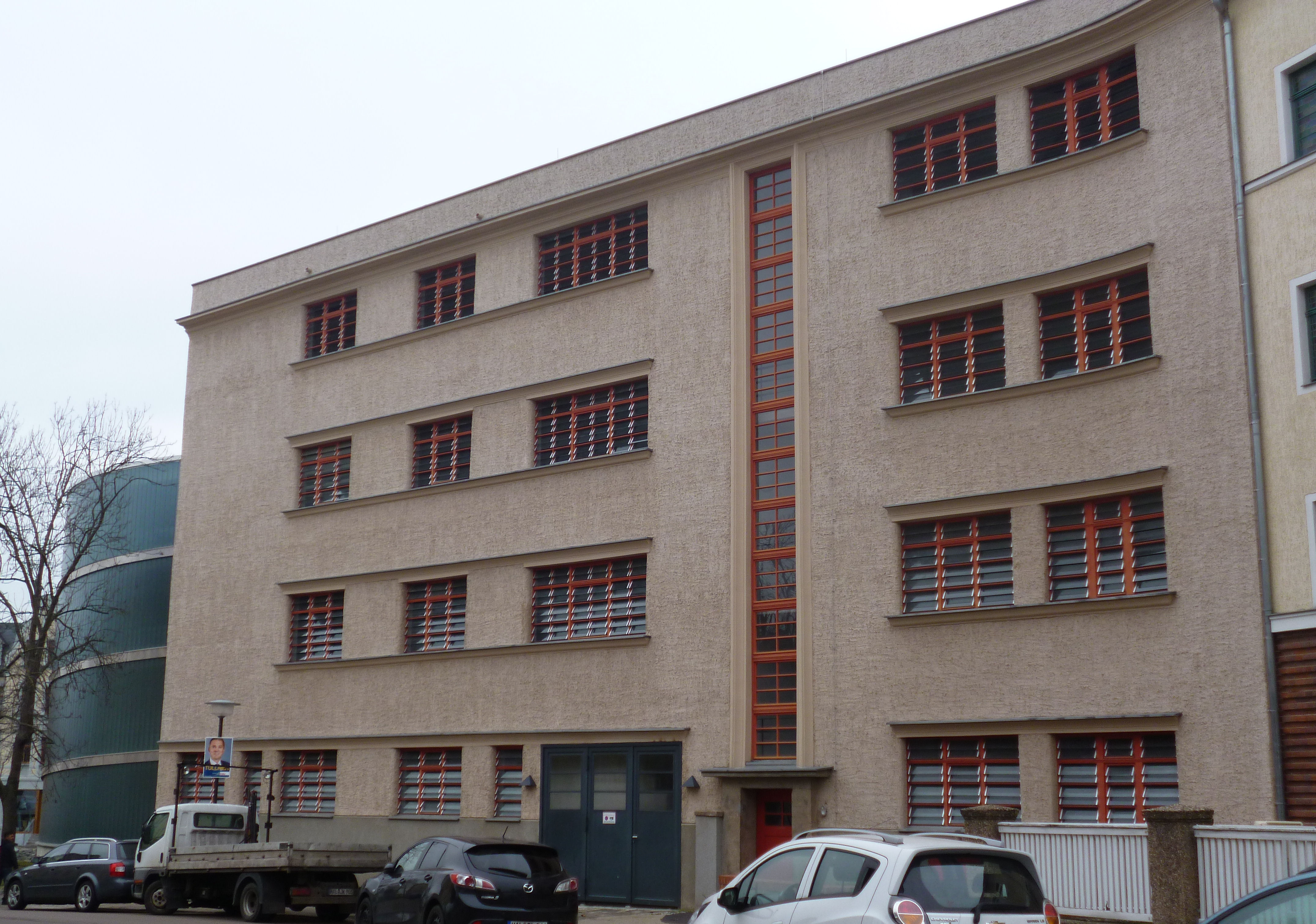
Historische Fassade in der Liebenauer Straße

Die 1927 bis 1929 errichtete Großgarage Süd in Halle (Saale) ist eine fünfgeschossige Hochgarage mit Automobil-Aufzug und drei Schiebebühnen. Sie ist eines der letzten erhaltenen Beispiele dieser Art der maschinisierten Höhengewinnung und Horizontalverschiebung in Europa. Neben den Stern-Garagen in Chemnitz (1928) und dem Kant-Garagenpalast in Berlin (1930) ist die Großgarage Süd eine der bedeutendsten Hochgaragen der Zwischenkriegszeit in Deutschland.
Der Bauunternehmer und Ingenieur Walter Tutenberg ließ die Garage im Süden der Stadt unter der Adresse Pfännerhöhe 70, an der Ecke zur Liebenauer Straße, errichten. Auf vier Garagenetagen, von denen drei per Aufzug erschlossen wurden, bot sie Platz für 150–160 Fahrzeuge. Für die notwendige Belichtung der Hochgarage sorgt ein großer Lichthof, in dem die Automobile bis 1992 auf drei Schiebebühnen zu den Garagen (den Boxen) transportiert wurden. Das Betriebskonzept war, wie bei vielen Groß- und Hochgaragen der Zwischenkriegszeit, auf ergänzende Serviceleistungen ausgelegt und umfasste Reparatur-, Wasch-, Kurier- und Lotsendienstleistungen sowie eine Tankstelle.
Die zwischen 2007 und 2012 aufwendig sanierte Hochgarage steht unter Denkmalschutz. Anstelle des durch den TÜV 1992 stillgelegten Aufzug-Schiebebühnen-Systems wurde eine neue Spiralrampe als Ein- und Ausfahrtrampe zu den Garagenetagen angebaut. Eigentümer und Betreiber ist der Bauverein Halle & Leuna e.G., eine hallesche Wohnungsgenossenschaft.